# Bryan Johnson
Bryan Johnson (18 de julho de 1926 - 18 de outubro de 1995) foi um cantor e ator britânico. Representou o Reino Unido no Festival Eurovisão da Canção 1960, com a canção "Looking High, High, High" que terminou em segundo lugar. O single daquela canção foi n.º 20 no UK singles chart em abril de 1960. Johnson voltou a participar no concurso A Song for Europe, a seleção britânica para a escolha da canção do Reino Unido em 1961, mas a sua canção "A Place in the Country" terminou em quinto lugar.
Johnson foi também ator, que na companhia de Donald Wolfit representou vários papéis como o de Feste em Twelfth Night e o de "Fool" em King Lear. Mais tarde representou papéis em teatros musicais como Lock Up Your Daughters e teve sucesso como as Scrooge na produção A Christmas Carol. 
Johnson recontou as suas experiências no Festival Eurovisão da Canção numa edição de Gloria Live, com Gloria Hunniford, broadcast n BBC One em 4 de maio de 1990.